# Tetrix condylops
Tetrix condylops är en insektsart som beskrevs av Gerstaecker 1869. Tetrix condylops ingår i släktet Tetrix och familjen torngräshoppor. Inga underarter finns listade i Catalogue of Life.